# Synallaxis zimmeri
Synallaxis zimmeri е вид птица от семейство Furnariidae. Видът е застрашен от изчезване.

## Разпространение
Видът е разпространен в Перу.